# Alison Sudol
A Fine Frenzy er kunstnernavnet for Alison Sudol (født 23. december 1984) der er en amerikansk sangerinde singer-songwriter og pianist.
Debutpladen One Cell In A Sea fra 2007 fik gode anmeldelser med på vejen, ikke mindst i USA, hvor A Fine Frenzy hurtigt blev en kritiker-darling og placerede sig på diverse opgørelser over årets mest lovende, nye talenter. Alison Sudol blev valgt til You Oughta Know-kunstner på musikkanalen VH1 og optrådte både på The Tonight Show med Jay Leno og The Late Show med David Letterman.
Albummet gik til tops på Billboards ”Heatseeker”-chart, som oplister de nye navne og udgivelser, der er tæt på et kommercielt gennembrud. 
Alison Sudol er 29 år og kommer oprindeligt fra Seattle, Washington. Forældrene blev skilt, moren tog sin lille datter med til Los Angeles, hvor hun voksede op med Aretha Franklin og Ella Fitzgerald i ørene.
Som teenager dannede Alison sit første band, Monro, der var aktiv et par år, inden soloprojektet A Fine Frenzy begyndte at tage form. En optræden på festivalen South by Southwest i Austin, Texas, samt et support-job for The Stooges var med til at vække musikbranchens interesse for det debutalbum, der på det tidspunkt var lige på trapperne. 
Interessen for litteratur har altid fyldt meget hos Alison Sudol, der har slugt alle klassikerne fra bl.a. Anthony Trollope, Charles Dickens og Lewis Carroll. 
Navnet A Fine Frenzy stammer fra en berømt passage i Shakespeares ”En skærsommernatsdrøm”.

## Filmografi
- 2016 - Fantastiske skabninger og hvor de findes
- 2018 - Grindelwalds forbrydelser
- 2022 - Dumbledores Hemmeligheder